# Campionati italiani assoluti di scherma del 1991
I Campionati italiani assoluti di scherma del 1991 sono stati organizzati dalla Federazione Italiana Scherma e si sono svolti a Mazara del Vallo in Sicilia.
Nel fioretto si sono aggiudicati i titoli dei campionati italiani Marco Arpino, alla sua prima affermazione, e Margherita Zalaffi (5º titolo).
Nella spada Angelo Mazzoni ha vinto tra gli uomini, bissando il titolo del = 1980, mentre tra le donne c'è stato il successo di Barbara Giolito, alla sua prima affermazione.
Nella sciabola Giovanni Scalzo ha vinto il suo quarto titolo nazionale maschile.
Nei campionati italiani a squadre maschili il Gruppo Sportivo Fiamme Oro ha vinto in tutte e tre le specialità.
Nei campionati italiani a squadre femminili il Club Scherma Jesi ha trionfato sia nel fioretto che nella spada.

## Podi

### Uomini
| Specialità  | Oro                                       | Argento                  | Bronzo |
| Individuali |                                           |                          |        |
| Fioretto    | Marco Arpino                              | -                        | -      |
| Spada       | Angelo Mazzoni                            | -                        | -      |
| Sciabola    | Giovanni Scalzo                           | -                        | -      |
| A squadre   |                                           |                          |        |
| Fioretto    | Fiamme Oro Marco Arpino Francesco Rossi - | Carabinieri Mauro Numa - | -      |
| Spada       | Fiamme Oro Maurizio Randazzo -            | -                        | -      |
| Sciabola    | Fiamme Oro Massimo Cavaliere -            | -                        | -      |

### Donne
| Specialità  | Oro                 | Argento | Bronzo |
| Individuali |                     |         |        |
| Fioretto    | Margherita Zalaffi  | -       | -      |
| Spada       | Barbara Giolito     | -       | -      |
| A squadre   |                     |         |        |
| Fioretto    | Club Scherma Jesi - | -       | -      |
| Spada       | Club Scherma Jesi - | -       | -      |